# 王畴
王畴（11世纪—1065年），字景彝，曹州济阴（山东省菏泽市）人，北宋政治人物。

## 生平
王畴以父荫补将作监主簿。中进士第，官至太常博士。翰林学士宋祁提举诸司库务，推荐王畴勾当公事。当时有宦官一起提举，王畴向中书辞谢：“翰林前辈，王畴恐怕不得事奉。但作为朝士大夫而被阉人指使，实在使王畴感到耻辱。”
由于贾昌朝推荐，王畴改任编修《新唐书》。宋仁宗在近郊狩猎，王畴引用十事劝谏。皇祐年间，宋仁宗手诏禁止贵戚因为私事请托，王畴献上《圣政惟公颂》。皇帝召试他，让他直秘阁，为开封府推官。宦官李允良上诉他叔父之死，怀疑是仇家毒杀，请开棺验尸，众人打算答应，只有王畴以为不可。说：“如果不实，就是无故暴尸，而且还不知道李允良有没有奸私？”彻底追查，发现李允良与其叔父家有仇。王畴历任三司度支判官、修起居注、知制诰、权判吏部流内铨，以右谏议大夫的身份，权御史中丞。
当时陈升之拜为枢密副使，谏官、御史唐介等弹劾陈升之不能大用，朝廷坚持不同意，唐介等谏诤数月不止，於是把陳升之和唐介等人一起罢免。而议论者认为唐介等是被众人的浮言所误。王畴上疏:“浮华险薄之徒，往来谏官、御史家中，指摘他人之罪，逐渐成为风气，請求下诏加以戒励。”宋仁宗同意了。王畴升任給事中。
宋英宗即位，因生病，由皇太后曹氏垂帘听政。後來英宗的疾病已愈，仍然没有登御正殿，王畴上疏请求皇帝御朝听政。等到仁宗安葬永昭陵以後，就把仁宗神主供於集英殿祭祀，由宗正卿摄行其事。王畴上奏：“人主安葬他的親人，送别形体，迎回神灵，因此安葬後的祭祀是用来安慰神灵的。地位尊贵的人礼仪也重，礼仪重则祭祀次数也多，所以天子安葬後的祭祀次数达到了九次。现在先皇的陵墓，继任君主不能亲自前去，那道路上的五次安葬的祭祀，照理可由宗正代理。如果神主已迎到，之后四次安葬後的祭祀，即使陛下圣体未寧，也应勉强进行。何况陛下在藩邸時，就以好古知禮，仁孝聪明闻名朝廷内外，這也是先帝將天下托付给陛下的原因。臣希望陛下始终保持美德以成全美名。”
英宗既已到前後殿视朝听政，却在处理事務上仍然心持谦抑。王畴又上疏:“赖宗庙和社稷保佑，陛下得以身体安康，即時视朝听政，只过了半年，却并未听到陛下充分启发听政决断之明，仁德的教令阻塞，人心废弛。希望陛下能够思考宋太祖、宋太宗奪取天下的辛劳，宋真宗、宋仁宗忧勤守护太平的功績，勤勉於听政决断朝廷大事，以安慰母后的慈愛之心。不要因心怀疑惑而谦虚避让，使盛德昏暗不明。”没过多久，王畴又上疏：
“董仲舒为汉武帝谈论天人之际：‘事在勉强而已。勉强学问，则闻见广而智益明；勉强行道，则德日起而大有功。’陛下起於王府藩邸，荣耀地享有上天之命，然而祖宗的基业非常之重，又值天神享受祭祀之時，因此要做到執持心志修养自身，端正家庭保卫國家，就尤其在於亲自去勉力實行。陛下先前在藩邸時，已经能够致力於德行勤勉向學，言谈论举止未曾逾越礼法的规定，是天性具有圣贤的才能。自從陛下病愈以來，到現在已有半年，却临朝安坐，不置可否。群臣汇报军队與国家政事日益增多，那些请求君主决断事務的人也日益增多，可是陛下仍然心怀犹豫，對政事不作是非評論，什么原因？莫非是因刚继承大業，有時會考虑到还不熟悉朝廷之事，所以谦虚退让没有顾及？或者是圣體尚未安康，而不想勞烦自己？还是有所忌憚而不便发言？如果是因谦虚退让没有顾及，那国家的各种事務，日旷月废，势必趋于祸乱。如果是圣體尚未安康，那天下的名医良工，就可每日將他們召集於前。但却不去用医，也不進服药物，养疾于身，坐等時光流逝不是求全之道。如果是有所忌憚而不便发言，那就是考慮得太多了。如今朝廷内外的事情，没有什么可以怀疑畏忌的，臣曾为陛下竭力論说。陛下何不坦心布诚、廓开大明以示天下，外則与执政大臣讲求治国之道，内則向母后请教自己的未到之处。以禮接待才俊，谘訪忠臣直士，增广自己所没見到的知识，通晓自己所未听过的道理。如果陛下能够在早晨施行这種做法，那众人之心到晚上就可安定了。何况陛下以前居住在王府時，早晚侍奉在身旁的，只有一两个講學的老師，和左右供役使之人而已。修养心志立身行事，仁德之业日益更新，而知晓的人没有多少，则是因为行善多而得到的名省常常很少；然而最终能够德行完备，美名远扬，這是先帝之所以关注於此的原因。现在陛下位居亿万黎民之上，一有言谈举动天下人都會知道，并在书册中记下，與在往日相比，就會善行容易显扬而美名容易成就。然而陛下的善行美名尚未被人听闻，是因陛下不去做，而并非没有能力。有始有终，是圣贤所能之事，只在於陛下尽力而为了。”
王畴又上疏請求英宗外出巡幸，以安人心。当時朝廷大臣也有人呈请，英宗於是出宫求雨，京城中的人们都仰望欢呼。幾天後，皇太后还政，王畴又上疏説：“请求令二府大臣讲求如何尊崇母后的之礼。如果朝廷奉行亲人的规定，以及岁时朔望的禮仪，車服承卫的威严，百司供奉的制度，旧时尊称的美号，外家延赏的恩典，凡是可以合乎奉养亲人之意的，都应该给予优异彰明，便可以发扬母后的功勋業绩，孝順的德行也就可昭行天下了。”
当時英宗詔令近臣商议仁宗配祭之事。旧例，在冬至、夏至時，祭祀昊天上帝、皇地神，以太祖配享；正月上辛日举行祈求谷物丰熟的祭祀，夏季的第一个月举行求雨的祭祀，冬季的第一個月祭祀神州地神，以太宗配享；正月上辛日祭祀感生帝，以宣祖配享；秋季的最後一個月在明堂举行大型的飨禮，以及祭祀昊天上帝，以真宗配享。而學士王珪等人与礼官建議，
认为秋季的最後一個月的飨禮，应该用仁宗配享，以符合尊敬父亲之道。知制诰钱公辅单独认为仁宗不应配享。王畴认为王珪等人所議遗漏了真宗，使他得不到配祭，钱公辅之議又使宣祖、真宗、仁宗都不能配祭，對於禮敬先祖之意不妥。就建议：“请求依从王珪等人的建议，以仁宗配享明堂，以符合《大易》配祭皇考的说法，《孝经》尊敬父亲之禮。真宗配享夏季第一个月求雨的祭祀，以效仿唐朝贞观、显庆年间的旧例。太宗依旧配享正月上辛日的祈谷祭祀和冬天第一個月神州地神的祭祀，其他的就都依照本朝先例。这样一來，就會使各位圣主都能得到配享，来安慰他們的在天之灵，深厚的恩泽流传至后世，傅大的名声留垂万年。如果一定要同意钱公辅的建議，就會使四位皇帝陷于失禮之所。引導陛下成属不孝之人，違反经典古制，没有比這更严重的事情。”钱公辅不高兴，而朝廷以王畴議論事情多有裨益，皇上则和执政大臣都很器重他。
升任翰林学士、尚书礼部侍郎、同提举诸司库务。幾個月後，拜枢密副使。于是钱公辅上奏説王畴威望轻资历浅，在台省尸位素餐，不可大用，又引荐近臣一些皇帝身旁的近臣作为宰相的人选。钱公辅因此得罪被贬官。王畴在位五十五日，去世。宋英宗十分哀悼惋惜他，親自前去哭祭，赐白金三千两，赠兵部尚书，谥号忠简。
王畴是名臣之子，性情孤高，砥砺志向操守，喜欢讨论朝廷之事。他愛好修整儀容服饰，坐立端莊，出口成章，未曾轻慢戏谑，治理政事严密，所作文章端莊華丽。他執政時間不長，在任上去世以及所享年壽这幾個方面，都和他的父親相似。

## 家族
父王博文。